# Tejido conectivo regular denso
El tejido conectivo regular denso (DRCT, del inglés Dense regular connective tissue) proporciona conexión entre diferentes tejidos en el cuerpo humano. Las fibras de colágeno en el tejido conectivo regular denso se agrupan de forma paralela. El tejido conectivo regular denso se divide en tejido conectivo fibroso blanco y tejido conectivo fibroso amarillo, que se presentan en dos formas: disposición del cordón y disposición de la vaina.[cita requerida]
En la disposición del cordón, los paquetes de colágeno y matriz se distribuyen en patrones alternos regulares. En la disposición de la envoltura, los paquetes de colágeno y la matriz se distribuyen en patrones irregulares, a veces en forma de red. Es similar al tejido areolar, pero en el DRCT las fibras elásticas están completamente ausentes. [cita requerida]

## Estructuras formadas
- Un ejemplo de su uso es en los tendones,[1] que conectan el músculo con el hueso y obtienen su fuerza de la disposición longitudinal regular de los haces de fibras de colágeno.
- Los ligamentos se unen hueso a hueso y tienen una estructura similar a la de los tendones.
- Las aponeurosis son capas de tendones anchos y planos que unen los músculos y las partes del cuerpo sobre las que actúan los músculos, ya sea hueso o músculo.

## Las funciones
El tejido conectivo regular denso tiene una gran resistencia a la tracción que resiste las fuerzas de tracción especialmente bien en una dirección. 
El DRCT tiene un suministro de sangre muy pobre, por lo que los tendones y ligamentos dañados tardan en sanar. 